# Championnats du monde de boxe amateur 2015
Navigation
Édition précédente Édition suivante
Les 18e championnats du monde de boxe amateur masculins se sont déroulés du 5 au 18 octobre 2015 à Doha, Qatar, sous l'égide de l'AIBA (Association Internationale de Boxe Amateur).

## Résultats

### Podiums
| Catégories                  | Or                     | Argent                | Bronze                                |
| Poids mi-mouches (-49 kg)   | Joahnys Argilagos      | Vasilii Egorov        | Rogen Ladon Dmytro Zamotayev          |
| Poids mouches (-52 kg)      | Elvin Mamishzade       | Yosvany Veitia        | Hu Jianguan Mohamed Flissi            |
| Poids coqs (-56 kg)         | Michael Conlan         | Murodjon Akhmadaliev  | Shiva Thapa Dzmitry Asanau            |
| Poids légers (-60 kg)       | Lazaro Alvarez         | Albert Selimov        | Elnur Abduraimov Robson Conceição     |
| Poids super-légers (-64 kg) | Vitaly Dunaytsev       | Fazliddin Gaibnazarov | Yasniel Toledo Wuttichai Masuk        |
| Poids welters (-69 kg)      | Mohammed Rabii         | Daniyar Yeleussinov   | Parviz Baghirov Liu Wei               |
| Poids moyens (-75 kg)       | Arlen López            | Bektemir Melikuziev   | Houssam Abdin Michael O'Reilly        |
| Poids mi-lourds (-81 kg)    | Julio César de la Cruz | Joe Ward              | Elshod Rasulov Pavel Silyagin         |
| Poids lourds (-91 kg)       | Evgeny Tishchenko      | Erislandy Savón       | Abdulkadir Abdullayev Gevorg Manukian |
| Poids super-lourds (+91 kg) | Tony Yoka              | Ivan Dychko           | Bakhodyr Jalolov Joseph Joyce         |

### Tableau des médailles
| Place | Pays              | Médaille d'or, monde | Médaille d'argent, monde | Médaille de bronze, monde | Total |
| ----- | ----------------- | -------------------- | ------------------------ | ------------------------- | ----- |
| 1     | Cuba              | 4                    | 2                        | 1                         | 7     |
| 2     | Russie            | 2                    | 1                        | 1                         | 4     |
| 3     | Azerbaïdjan       | 1                    | 1                        | 2                         | 4     |
| 4     | Irlande           | 1                    | 1                        | 1                         | 3     |
| 5     | France            | 1                    | 0                        | 0                         | 1     |
| 5     | Maroc             | 1                    | 0                        | 0                         | 1     |
| 7     | Ouzbékistan       | 0                    | 3                        | 3                         | 6     |
| 8     | Kazakhstan        | 0                    | 2                        | 0                         | 2     |
| 9     | Chine             | 0                    | 0                        | 2                         | 2     |
| 9     | Ukraine           | 0                    | 0                        | 2                         | 2     |
| 11    | Algérie           | 0                    | 0                        | 1                         | 1     |
| 11    | Biélorussie       | 0                    | 0                        | 1                         | 1     |
| 11    | Brésil            | 0                    | 0                        | 1                         | 1     |
| 11    | Égypte            | 0                    | 0                        | 1                         | 1     |
| 11    | Philippines       | 0                    | 0                        | 1                         | 1     |
| 11    | Inde              | 0                    | 0                        | 1                         | 1     |
| 11    | Thaïlande         | 0                    | 0                        | 1                         | 1     |
| 11    | Royaume-Uni       | 0                    | 0                        | 1                         | 1     |
| Total | 18 pays médaillés | 10                   | 10                       | 20                        | 40    |